# Zenit News Agency
ZENIT (Zenit News Agency) je nezisková zpravodajská agentura, která informuje o katolické církvi a pro ni důležitých záležitostech z pohledu katolické nauky. Jejím mottem je „Svět viděný z Říma“.

## Misie
Internetové stránky ZENITu popisují perspektivu agentury jako „přesvědčenou o mimořádném bohatství poselství katolické církve, zejména jejího sociálního učení [...] [a] která toto poselství vnímá jako světlo pro pochopení dnešního světa“. Kompasem ZENITu je „sociální nauka církve, shrnutá v Kompendiu vydaném Papežskou radou pro spravedlnost a mír“ Svatého stolce.
Název „ZENIT“ znamená v mnoha jazycích „zenit“, což je nejvyšší bod na obloze, kterého dosahuje Slunce, což byl symbol spojovaný prvními křesťany s Ježíšem Kristem.

## Přítomnost
ZENIT začal vycházet v roce 1997 a v době svého největšího rozmachu vycházel v sedmi jazycích. Podle vlastních údajů měl ZENIT 520 000 e-mailových odběratelů a jeho články byly přetisknuty ve více než 100 000 médiích.
Řada katolických autorů citovala zprávy ZENIT ve svých tištěných dílech.
Koncem roku 2020 agentura pozastavila „denní a týdenní služby ve španělštině, angličtině a italštině“ s odvoláním na pandemii COVID-19. Většina operací byla obnovena v polovině roku 2022.

## Vydavatel
Podle stránek ZENIT vydávala a redigovala publikace agentury Innovative Media Inc. a ZENIT spolupracoval přímo nebo ve spolupráci s následujícími neziskovými organizacemi na mezinárodní úrovni: Fundación ZENIT España ve Španělsku, Association ZENIT ve Francii, ZENIT eV v Německu a Asociacao ZENIT v Brazílii. Innovative Media Inc. je nezisková společnost se sídlem v New Yorku ve Spojených státech, podle ZENIT byla registrována jako nezisková organizace v Atlantě ve státě Georgia. Jejím prezidentem je Antonio Maza.
ZENIT uvádí, že v prvních třech letech jej z velké části financovaly organizace Aid to the Church in Need, Italská biskupská konference a Legionáři Kristovi. V roce 2007 ZENIT uvedl, že 75 % jeho finančních prostředků tvoří dary čtenářů a 13 % dary institucí a dobrodinců. V jedné zprávě časopisu Commonweal z roku 2006 se uvádí, že Innovative Media Inc. je „zástěrkou“ pro Legionáře Kristovi.